# Elmar von Eschwege (Politiker)
Elmar Ferdinand Gottfried Werner Hertingk von Eschwege (* 7. Mai 1896 in Soldau in Ostpreußen; † 19. November 1963 in Göttingen) war ein deutscher Landwirt und nationalsozialistischer Politiker.

## Leben
Elmar von Eschwege entstammte dem Haus Reichensachsen, der ersten Linie des hessischen Uradelsgeschlechts Eschwege, aus dem zahlreiche namhafte Persönlichkeiten hervorgegangen sind. Er war der Sohn des Hauptmanns Werner Ludwig Ottokar Rudolf von Eschwege (* 1865) und dessen Ehefrau Margarethe Kammerich.
Der Kammerherr Carl von Eschwege (1789–1857) war sein Urgroßvater.
Nach dem Besuch des Grimmelshausen-Gymnasium Offenburg entschied sich Elmar für eine militärische Laufbahn und kam in das Kadettenkorps in Karlsruhe, musste dort jedoch krankheitsbedingt ausscheiden. Nach dem Besuch des Lyzeums in Straßburg sowie der Oberrealschule Baden-Baden machte er 1914 das Notabitur und kam Anfang 1915 in das oberelsässische Feldartillerie Regiment Nr. 51, wo er bis zum Kriegsende an der Westfront eingesetzt war. Er wurde mit dem Eisernen Kreuz I. und II. Klasse ausgezeichnet.
Nach dem Krieg wurde er landwirtschaftlicher Arbeiter auf dem Gut Treschklingen, kam als stellvertretender Leiter auf den Gutshof Möncheberg bei Eschwege und später auf die Domänen in Niederhone und in Jestädt. Das Fürstentum Braunschweig belehnte 1794 die Herren von Eschwege mit diesem Dorf. Mitte Januar 1922 übernahm er das Familiengut Aue als Pächter und wurde alleiniger Geschäftsführer der Gutsbetriebe Aue und Hestädt. Darüber hinaus fungierte er als geschäftsführender Vorstand der Familienstiftung Eschwege.

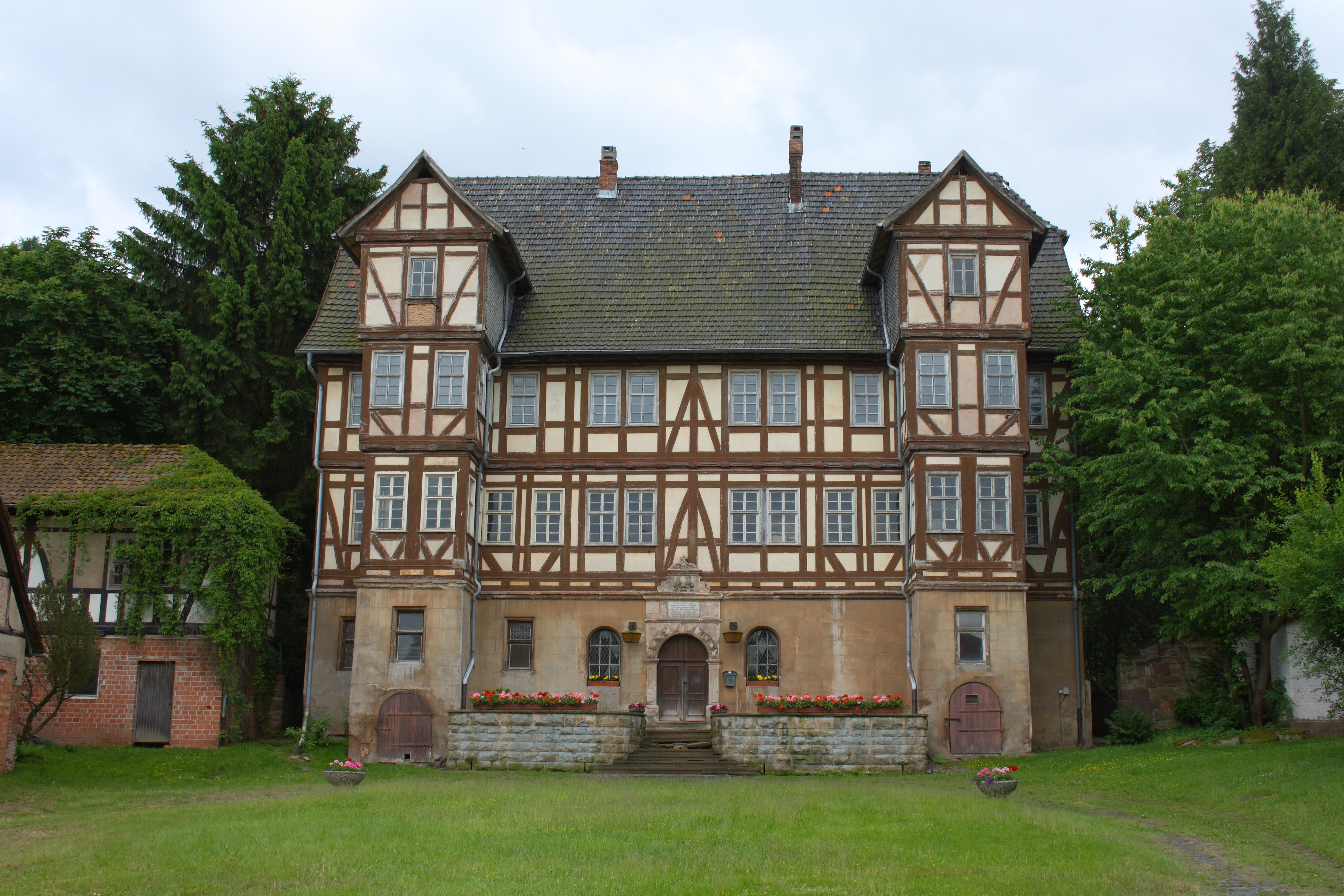
Herrenhaus des Ritterguts Aue

Er betätigte sich politisch und trat am 16. März 1920 dem Deutschvölkischen Schutz- und Trutzbund (Mitglieds-Nr. 52.944) und zum 1. Dezember 1931 der NSDAP bei (Mitgliedsnummer 814.703). Als Kreiswirtschaftsberater gehörte er zum Kreisstab der NSDAP.
1933 erhielt er ein Mandat für den Kurhessischen Kommunallandtag des preußischen Regierungsbezirks Kassel bzw. des Provinziallandtages der Provinz Hessen-Nassau, wo er stellvertretendes Mitglied des Landesausschusses war.
Zur Wahl des Deutschen Reichstages am 10. April 1938 stand er auf der Liste (Nr. 939) der passiv Wahlberechtigten.

### Sonstiges
Wie sein Verwandter Rudolf von Eschwege, Jagdflieger im Ersten Weltkrieg, widmete er sich der Fliegerei und besaß bis 1937 ein eigenes Flugzeug.
Vom 1. Juli 1937 an war er Gruppenführer im Nationalsozialistischen Fliegerkorps und gehörte zum fliegenden Personal der Fliegergruppe 124 Kassel.